# Прикарпатський юридичний інститут
Прикарпатський юридичний інститут Львівського державного університету внутрішніх справ — заснований 1956 року у Станіславові. Закритий 27 липня 2011 року розпорядженням Кабінету Міністрів України «Про реорганізацію мережі вищих навчальних закладів Міністерства внутрішніх справ».

## Історія
Історія Прикарпатського юридичного інституту розпочалася з наказу МВС СРСР № 00106 від 14 квітня 1956 року про створення «Станіславської школи міліції». Перший набір слухачів було проведено з 5 по 14 червня 1956 року, а вже 15 червня розпочався навчальний рік. Школа вела перепідготовку дільничних уповноважених органів міліції, які мали освіту не нижче 7 класів, позитивно характеризувалися на службі для підвищення теоретичних знань.

### Передісторія
Для навчального закладу було відведено приміщення військової частини ГУ ВКО МВС СРСР на тодішній вулиці Станіславських дивізій. Вона готувала кінологів. Ще у 1883 році тут були зведені бараки і конюшні ХІ-го армійського корпусу Австро-Угорського війська. Через дорогу,— де зараз приміщення заочного відділення,— розташовувалася сама частина.
Пізніше, коли воєнну частину розширили та збудували ще дві казарми,— тут знаходився штаб 8-ї кавалерійської дивізії.
У даний час ці будівлі є першим та другим навчальними корпусами інституту.
У 1944 році, після звільнення міста від фашистів, тут базувалася спочатку військова частина Народного Комісаріату внутрішніх справ, а потім — МВС СРСР.

### Станіславська школа міліції
Відповідно до наказу МВС СРСР, чисельність курсантів мала становити 400 осіб, а термін навчання — п'ять з половиною місяців. Але, на той час, приміщення ще були непідготовлені, в перші два набори проводили у розрахунку по 250 осіб. Пізніше, з 1957 року, верхня межа набору обумовлена тим, що на Прикарпатті тоді ще не було досвідчених міліцейських кадрів, котрі могли б займатися перепідготовкою дільничних уповноважених. У Станіслав прибули викладачі-офіцери з Могильовської, Саратовської, Вільнюської, Єлабузької, Львівської, Ташкентської шкіл міліції та інших навчальних закладів МВС СРСР. Вони привезли з собою підручники, які досі зберігаються в бібліотеці інституту. Також, тут викладали практичні працівники міліції та працівники партійних органів Станіславської області.
Першим начальником Станіславської школи міліції став підполковник міліції Йосип Юхимович Мурашко, за часів війни діяв у партизанських загонах в Білорусі.
Школа працювала за навчальними планами для курсів удосконалення підготовки дільничних уповноважених, затверджених заступником міністра внутрішніх справ СРСР.
За два роки було капітально відремонтовано, в тому числі і силами особового складу, два навчальні корпуси, їдальню, клуб. Чотири будівлі конюшень переобладнали під житлові та адміністративні приміщення.
3 грудня 1956 року відбувся перший випуск слухачів Станіславської школи міліції. Її закінчили 234 працівники з усіх обласних управлінь охорони громадського порядку України.
У 1958 році школу закінчила рекордна кількість слухачів — 732, серед випускників з'явилися працівники міністерств та обласних управлінь охорони громадського порядку з РРФСР, Молдавської РСР, Білоруської РСР, всього — з 74 автономних республік та областей Радянського Союзу.
Після смерті від серцевого нападу Й. Ю. Мурашка 1 липня 1958 року начальником Станіславської школи міліції було призначено полковника міліції кандидата історичних наук Анатолія Івановича Смірнова.

#### Цікаві факти школи
- У першому наборі слухачів із Станіславського обласного управління було чи не найменше — всього 9 курсантів, тоді як з Донецького — 21, Львівського — 18, Луганського — 16, Одеського — 15, Дніпропетровського — 14, Київського — 12, Харківського — 11.
- Особовий склад школи задіювали для охорони громадського порядку. Слухачі та викладачі патрулювали вулиці обласного центру, попереджували правопорушення та затримували осіб, які їх скоювали. Так, вночі 27 липня 1956 року слухачі обеззброїли в міському парку п'яного військового офіцера, який перезаряджав табельний пістолет Макарова і погрожував ним перехожим.
- У листопаді 1956 року наказом начальника школи коменданта навчального закладу «посадили» під домашній арешт на 5 діб за незадовільну підготовку навчальних і житлових приміщень до опалювального сезону.
- У травні 1957 року 150 слухачів школи були задіяні до проведення рятувальних робіт під час ліквідації наслідків повені в населених пунктах Калуського, Долинського, Войнилівського, Вигодського районів.

### Івано-Франківська ССШМ
У вересні 1958 року школу реорганізували у Станіславську спеціальну середню школу міліції МВС СРСР. ЇЇ завданням стало готувати для органів міліції оперативно-начальницький склад. Контингент курсантів — 300 осіб (по 150 на кожному з двох курсів). Комплектування школи здійснювалося особами, які мали середню освіту, а після закінчення навчального закладу випускникам видавався диплом з присвоєнням кваліфікації юриста.
У 1958—1959 навчальному році школа вже працювала за навчальним планом, затвердженим Міністерством вищої і середньої спеціальної освіти СРСР. У наступному навчальному році школа одночасно працювала й за тематичними планами для курсів удосконалення начальників та заступників начальників міськрайвідділів міліції, а також працівників карного розшуку (термін навчання — п'ять з половиною місяців).
Наказом школи міліції від 23 серпня 1958 року на перший курс було зараховано курсантами 172 особи. На другий курс — 142 курсанти, які закінчили перший курс Київської спеціальної середньої школи міліції. Їх перевід для продовження навчання здійснили у зв'язку із скороченням перемінного складу КССШМ на 300 осіб.
Для Станіславської ССШМ встановлювався також і контингент слухачів курсів перепідготовки дільничних уповноважених в кількості 200 осіб із піврічним терміном навчання. З березня 1959 року кількість слухачів на цих курсах скоротили вдвічі.
Додатком до наказу МВС СРСР № 0438 від 22 червня 1958 року було затверджено штат Станіславської спеціальної середньої школи міліції — всього 106 осіб постійного складу (по 52 начальницького складу та робітників й службовців), а також два сержанти. Керівництво навчального закладу складалося з начальника школи (посада відповідала званню комісара третього рангу), двох його заступників — начальника навчального відділу та заступника по політичній частині (посади полковників міліції), а також секретаря партійної організації.
З автотранспорту у школі були автомашина ГАЗ-М20 «Побєда», ГАЗ-69, по два автомобілі ГАЗ-51 та ЗИС-150, три навчальні ГАЗ-51, автобус ПАЗ-651, а також мотоцикл з коляскою.
19 травня 1959 року було відкрито заочне відділення з терміном навчання три роки. На нього приймали працівників органів внутрішніх справ з середньою освітою. Першими його слухачами стали 30 осіб.
Наказом Верховної Ради Української РСР від 9 листопада 1962 року місто Станіслав і Станіславська область були перейменовані в місто Івано-Франківськ та Івано-Франківську область. Відповідно до цього, наказом Міністерства охорони громадського порядку УРСР № 465 від 21 листопада 1962 року Станіславську спеціальну середню школу міліції перейменували на Івано-Франківську спеціальну середню школу міліції.
За час першого десятиліття діяльності школи в 1956—1966 роках отримали дипломи юристів середньої кваліфікації 1106 чоловік, заочне відділення закінчили 158 працівників органів міліції.
За перші десять років було здійснено значний обсяг будівельних, ремонтних, інших господарських робіт. Зокрема, споруджено центральну котельню і центральну опалювальну систему, два овочесховища, будови центральної прохідної, заасфальтовано та озеленено територію, переобладнано освітлення будівель і територій, проведено водопровід і каналізацію.
Укомплектовані усім необхідним і обладнані належним чином навчальні кабінети всіх циклів, загальна та спеціальна бібліотеки, фотолабораторія, спортивне містечко, два спортивні зали. Пізніше побудували нове приміщення гаража та стрілецький тир.
У 1966 році в школі були зведені будівлі для курсів і нової фотолабораторії. У березні 1967 року розпочато будівництво спортивного залу на місці напівзруйнованої конюшні.
У 1975 році вийшов у відставку полковник міліції К. О. Копєйкін, який очолював навчальний заклад більше 10 років. Начальником Івано-Франківської ССШМ було призначено полковника міліції М. Й. Страмілова.

### Навчальний заклад у роки незалежності
У березні 1992 року «Івано-Франківську спеціальну середню школу міліції» перейменували в «Івано-Франківське училище міліції МВС України».
У лютому 1998 року на базі «Івано-Франківського училища міліції» створено «Прикарпатську філію Національної академії внутрішніх справ».
У 2001 році навчальний заклад урочисто відзначив своє 45-річчя. З цієї нагоди на його території було споруджено і освячено каплицю Пресвятої Богородиці Покрови, відкрито музей, проведено Всеукраїнську наукову конференцію «Українське суспільство між минулим і майбутнім».
Відповідно до наказу МВС України у березні 2004 року навчальний заклад набув статусу «Прикарпатського юридичного інституту МВС України».
Тоді інститут отримав ліцензію на підготовку за спеціальністю «Правознавство», було організовано перший набір студентів юридичного факультету. Наказом МВС України від 6 вересня 2004 року № 1023 при Прикарпатському юридичному інституті МВС України було створено училище професійної підготовки працівників міліції, яке базується у Чернівцях. Його завдання — початкова підготовка кандидатів на службу в органи внутрішніх справ на посади рядового і молодшого начальницького складу, перепідготовка та підвищення кваліфікації працівників міліції без зміни освітнього рівня, навчальні збори співробітників ОВС, відбір кандидатів на навчання до вищих навчальних закладів МВС.
Під час декількох етапів реорганізації його спочатку приєднали до Київського національного університету внутрішніх справ України (колишньої Національної академії внутрішніх справ), а у грудні 2005 року він став структурним підрозділом Львівського державного університету внутрішніх справ України.

## Структура
Факультети інституту:
- Юридичний факультет:
  - Кафедра господарського та екологічного права
  - Кафедра конституційного та міжнародного права
  - Кафедра цивільного права та процесу
  - Кафедра судочинства
- Факультет заочного та дистанційного навчання
- Факультет громадської безпеки та соціальної роботи:
  - Кафедра адміністративного права та адміністративного процесу і адміністративної діяльності ОВС
  - Кафедра української та іноземних мов
  - Кафедра кримінального права та кримінології
  - Кафедра філософії та політології
  - Кафедра теорії та історії держави і права
  - Кафедра економіко-правових дисциплін
  - Кафедра кримінального процесу та криміналістики
  - Кафедра оперативно — розшукової діяльності та спеціальної техніки
  - Кафедра спеціальної фізичноїпідготовки
  - Кафедра тактико-спеціальної підготовки
  - Кафедра організації та контролю за безпекою дорожнього руху
  - Кафедра психології та соціальної роботи
  - Кафедра інформатики та інформаційних технологій

Всього працює 12 кафедр, де викладають 5 докторів та 23 кандидати наук.
Станом на 2010 р. навчальний заклад підготував більше 12 тисяч офіцерів міліції.

## Інфраструктура
- 4 навчально-лабораторних корпусів з лекційними залами, комп'ютерними класами;
- Криміналістичний полігон з навчальними об'єктами;
- Спортивний та медичний комплекси;
- 2 стрілецькі тири;
- Загальна та спеціальна бібліотеки з найбільшими в області книжковими фондами юридичної літератури (понад 50 тис. примірників, а всього — 150 тис.);
- Гуртожиток на 680 місць;
- Їдальня;
- Музей історії навчального закладу;
- Навчально-тренувальний центр «Лисець», де здобувають знання і проживають курсанти 1-го курсу факультету громадської безпеки і соціальної роботи.

При Прикарпатському юридичному інституті функціонують курси довузівської підготовки.
Діють літературна і хореографічна студії, хоровий і вокальний гуртки, духовий оркестр — лауреат Міжнародного музичного фестивалю у Франції. Видається газета «Курсантський вісник».
Інститут підтримує міжнародні зв'язки з навчальними закладами правоохоронних органів Німеччини, Австрії, Польщі, Росії, Білорусі і Молдови. Розроблені програми обміну досвідом.

## Випускники
- Загородній Дмитро Валерійович (1989—2015) — солдат Збройних сил України, учасник російсько-української війни.